# タイミル自治管区

タイミル自治管区
Таймырский автономный округ

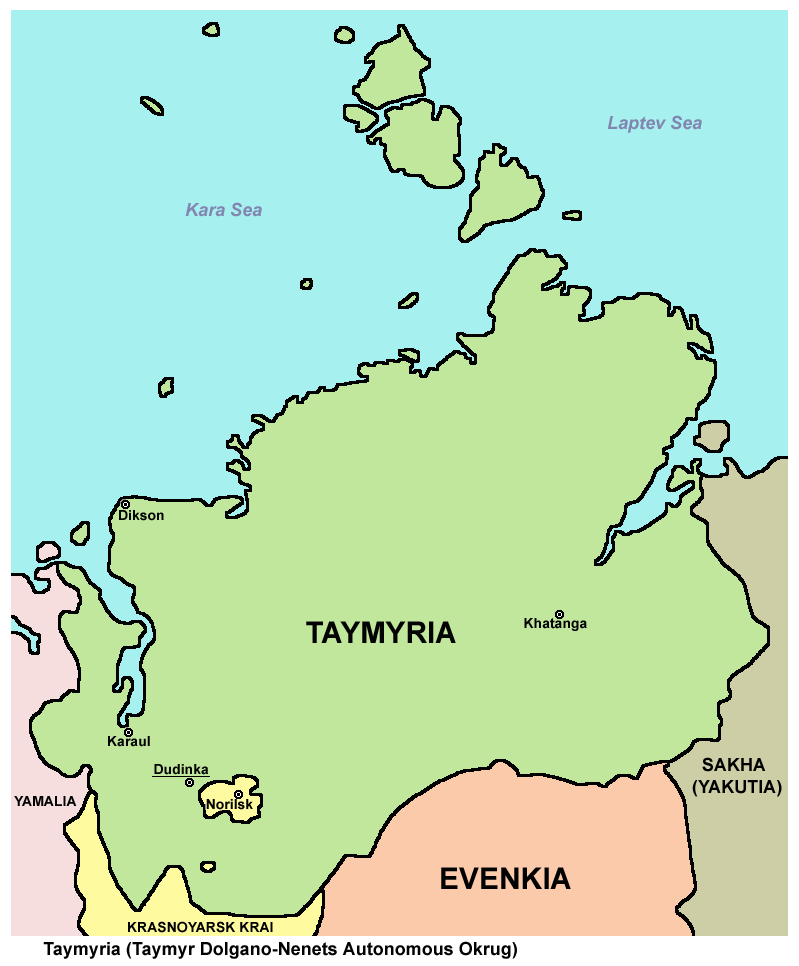
タイミル自治管区地図

タイミル自治管区（タイミルじちかんく、ロシア語: Таймырский автономный округ, 英語: Taymyr Autonomous Okrug）はロシア連邦のクラスノヤルスク地方に属していた自治管区。ドルガン・ネネツ自治管区（Долгано-Ненецкий автономный округ）とも呼ばれる。行政の中心は南西部に位置するドゥディンカ。
1930年12月10日に設置され、2007年にクラスノヤルスク地方に統合されタイミル・ドルガン＝ネネツ地区となり、消滅した。
ノリリスクは自治管区内に位置するが、行政的にはクラスノヤルスク地方の直轄市であり、自治管区には属さなかった。
石炭や天然ガスを産する。

## 概要
- 面積 862,100km²[1]
- 人口 39,376人 （2002年）、34,432人 （2010年）[1]、33,861人 （2014年）[1]
- 人口密度 0.046人/km2 （2002年）、0.04人/km2 （2010年）、0.039人/km2 （2014年）

## 地理
北にタイミル半島が北極海に突き出ている。その北のセヴェルナヤ・ゼムリャ諸島は自治管区に属していた。
東にサハ共和国、南にエヴェンキ自治管区、西にヤマロ・ネネツ自治管区と隣り合っていた。
主要な河川は、エニセイ川、ピャシナ川、ハタンガ川。
ユーラシア大陸の最北端はタイミル半島のチェリュスキン岬（北緯77度43分）である。

## 住民
住民の6割以上が行政の中心ドゥディンカ（人口26,111人）に集中していた。人口の67%をロシア人が占め、そのほかドルガン人（14%）、ネネツ人（4%）、ガナサン人（2%）など。

## 標準時
この地域は、クラスノヤルスク時間帯の標準時を使用している。時差はUTC+7時間で、夏時間はない。（2011年3月までは標準時がUTC+7で夏時間がUTC+8、同年3月から2014年10月までは通年UTC+8であった）